# Nagy István (szobrász)
Nagy István (Irsa, 1920. május 25. – Dörgicse, 2017. május 24.) magyar szobrász.

## Élete
1920-ban született Irsán. Gyári munkásként 1941-1942-ben id. Szabó István szobrászművész környezetében szerezte első művészeti tapasztalatait. A második világháború idején katona, hadifogságba esett, ahonnan csak 1946-ban tért haza. Ismét fizikai munkás lett, közben tanult, érettségi vizsgát tett, és bekerült a Magyar Képzőművészeti Főiskolára. Itt 1956-ban végezte tanulmányait id. Szabó István és Pátzay Pál növendékeként.
1957-ben Szolnokon telepedett le az itteni művésztelep tagjaként, s rövidesen a város egyik illusztris művésze lett. A Varga Katalin Gimnáziumban tanított. A helyi, a regionális és az országos kiállítások állandó résztvevője volt, művei kollektív tárlatok keretében külföldre (Tallinn, Moszkva, Szófia, Bécs, Párizs) is eljutottak. A Szovjetunióban, Csehszlovákiában, Bulgáriában, Olaszországban és Franciaországban járt tanulmányúton. 1976-ban és 1978-ban részt vett a Villányi Alkotótábor munkájában, s dolgozott a tokaji és a hajdúböszörményi művésztelepeken is.
1977 óta Dörgicsén élt. A szép Balaton-felvidéki táj újabb lendületet adott alkotói tevékenységének.

## Művészetére jellemző
Főiskolás korában kisméretű állatfiguráival hívta fel magára a figyelmet, az állatok (macska, csikó, mackó stb.) művészeti megformálása pályája későbbi szakaszában is domináns maradt. Emberábrázolásai az anyasággal és az alföldi falvak mindennapi életével kapcsolatosak. Alkotásai szinte kivétel nélkül zárt, tömör kompozíciók, s legjellemzőbb vonásuk a monumentalitás. Műveiből derű, vidámság és humor árad, ugyanakkor erőteljes belső dinamizmussal bírnak, s harmonikusan egyesítik a természet elemeit és az anyag törvényszerűségeit. A szobrász samott alapanyagú munkáival az iparművészet felé közelít.

## Művei
- „Varga Katalin Gimnáziumért” emlékplakett alkotója (1980)

### Köztéri művei
- Teknősbékán ülő fiú (kő, 1958, Jászberény)
- Álló leány (mészkő, 1960, Bonyhád)
- Csikó (bronz, 1962, Budapest, XXI. ker., Csepel, Csillagtelep)
- Térdelő leány (kő, 1962, Debrecen)
- Álló nő (mészkő, 1963, Szeged, Szegedi Orvostudományi Egyetem kollégiuma)
- Játszó mackók (kő, 1966, Kazincbarcika)
- F. Bede László (kő portré, 1965 körül, Szolnok)
- Mackó (mészkő, 1969, Szolnok, Kassai úti Általános Iskola)
- falburkolat (kerámia, 1972, Tiszalök, Postaház)
- fríz, oszlopburkolat (kerámia, 1973, Nagykanizsa, Mávaut-pályaudvar)
- Dózsa György (bronz emléktábla, 1975, Szolnok)
- Kecske (kő, 1977, Szolnok)
- dombormű (terrakotta, 1978, Mezőtúr)
- Szolnoki szfinx (kő, 1979, Villány, Szoborpark)
- Mesélő (kő, 1979, Hajdúnánás)
- Mesefigura (mészkő, 1980, Hajdúnánás, Nevelőotthon)
- Zenélő (kő, 1983, Szolnok, belváros, Hild János park)

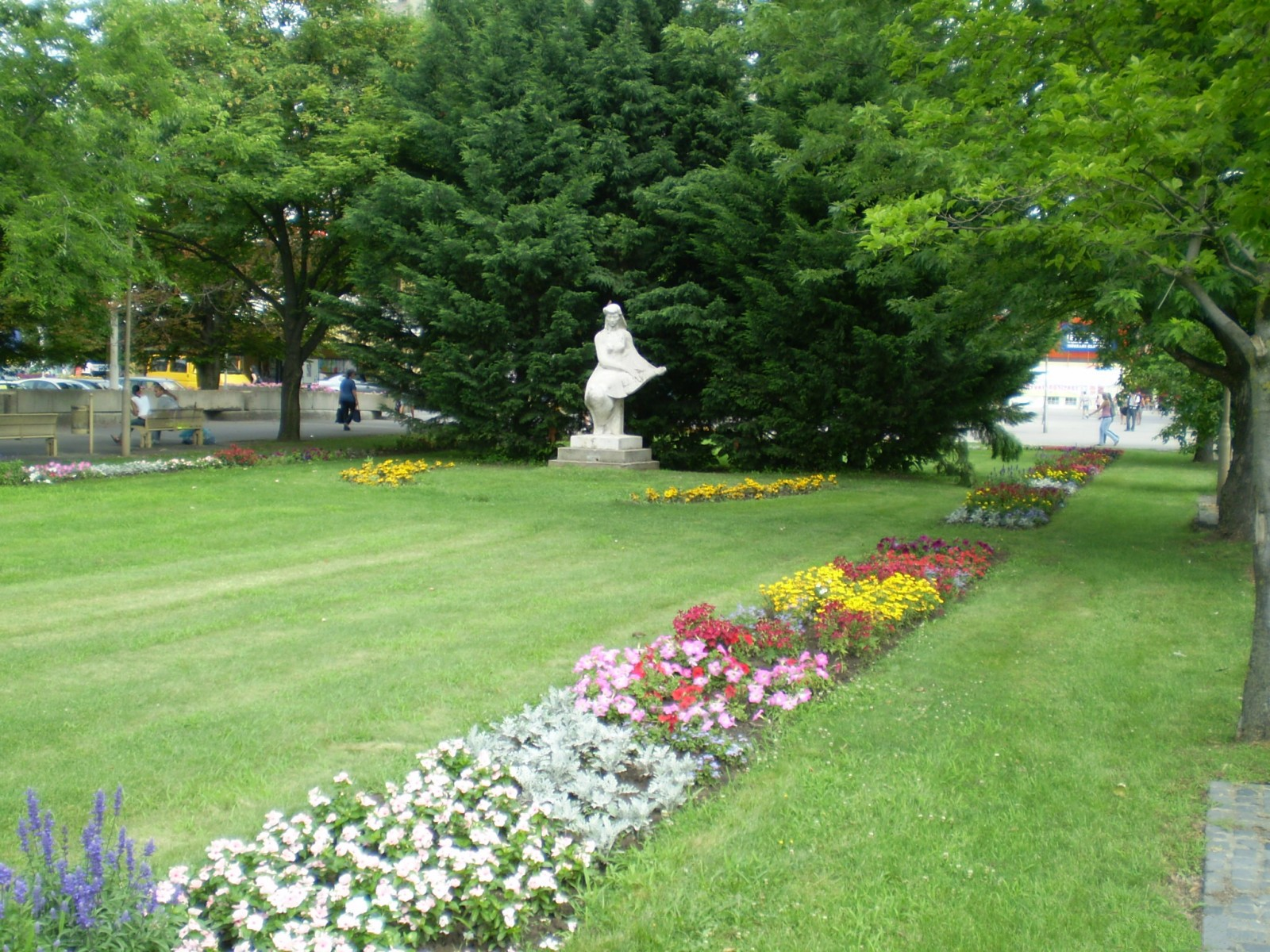
Zenélő tágabb környezetében

- Felszabadulási emlékmű (kő, 1983, Tiszajenő)
- Pelikán (bronz, 1984, Budapest, XVI. ker.)
- Játszó gyermekpár (kő, 1994, Székesfehérvár, Maroshegyi Óvoda)
- dombormű (kő, Dörgicse, Királypince)
- díszkút (bronz, Mezőtúr)
- Gróf Szapáry Gyula (bronz portré, Pusztataksony)
- Kút figurával (kő, Szeged)
- Bölénycsúszda (kazánlemez, Szolnok).

### Művek közgyűjteményekben
- Damjanich János Múzeum, Szolnok
- Hajdúsági Múzeum, Hajdúböszörmény
- Janus Pannonius Múzeum, Pécs
- Banja Luka (YU).

## Díjak, elismerések
- Budapest Fővárosi Tanács díszkút- és szoborpályázatának III. díja (1954)
- Jubileumi emlékérem (1970)
- Káplár Miklós-díj (1972)
- Megyei Tanács művészeti díja (1980)
- SZOT-díj (1985)
- Művészeti nívódíj (1985, 1987, 1994)
- Jász-Nagykun-Szolnok Megyéért díj (1995)